# 관촌수필 (드라마)
《관촌수필》은 1992년 11월 9일부터 1993년 2월 16일까지 방송되었던 SBS 월화 드라마이다.

## 제작진

### 원작
- 이문구 《관촌수필》

### 극본
- 김원석

### 연출
- 이종한

## 출연진
- 김용림 : 민구 어머니 역
- 김혜선
- 박근형
- 성동일
- 양동근 : 민구 역
- 윤여정 : 만만 역, 대복 모
- 송송이
- 최명수
- 최주봉 : 영어교사 역
- 나기수
- 윤주상
- 이일화
- 최준용
- 선동혁
- 라재웅
- 권소정 : 옹점 역